# Каменський (Алапаєвський міський округ)
Ка́менський (рос. Каменский) — селище у складі Алапаєвського міського округу (Верхня Синячиха) Свердловської області.
Населення — 52 особи (2010, 106 у 2002).
Національний склад населення станом на 2002 рік: росіяни — 94 %.